# Fontanelle
Der Begriff Fontanelle (altfranz. „kleine Quelle“) wird heute vorwiegend als medizinisch-anatomischer Begriff gebraucht. Fontanelle bezeichnet dabei den noch nicht durch knöcherne oder knorpelige Strukturen umfassten Bereich des Schädels von Neugeborenen bzw. Säuglingen oder allgemeiner von neugeborenen Wirbeltieren. Sie ist eine fortlaufende Einheit aus inneren und äußeren häutigen Schichten am Schädel an Stellen ohne knöcherne oder knorpelige Schichten. Es sind Stellen, an denen mindestens drei Abdeckplatten des Schädels noch nicht vollständig aneinander angrenzen.

## Anatomie

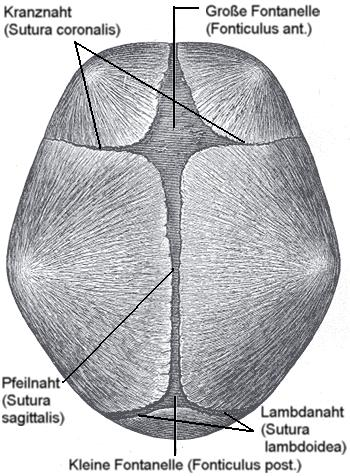
Aufsicht auf den Schädel eines Neugeborenen

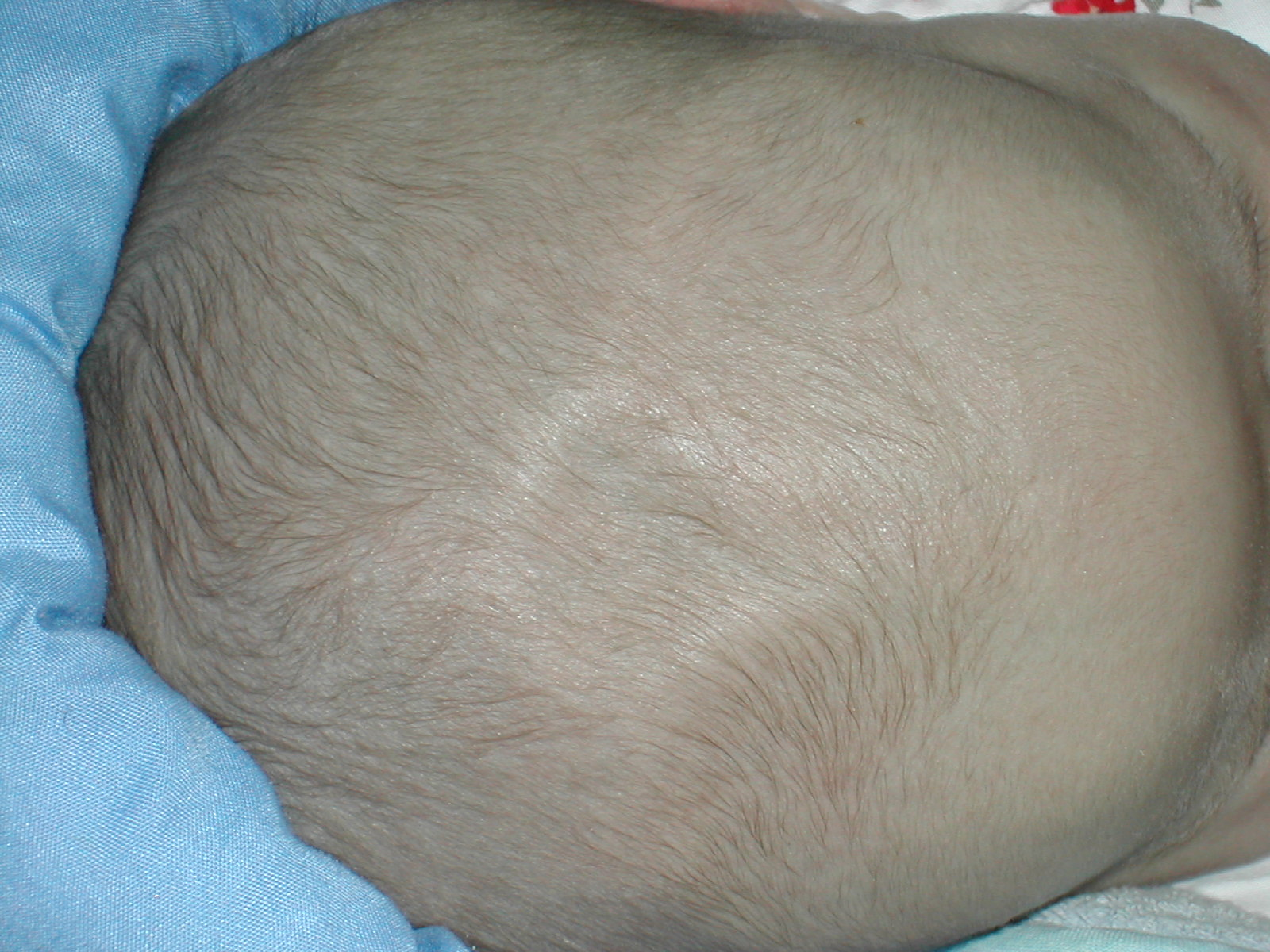
Große Fontanelle des Säuglings

Der neugeborene Mensch besitzt zwei unpaare Hauptfontanellen, die als große Fontanelle und kleine Fontanelle bezeichnet werden, sowie vier weitere, kleinere Fontanellen (jeweils paarige vordere und hintere Seitenfontanellen).
Die rautenförmige große Fontanelle (Stirn-Fontanelle bzw. Fonticulus anterior) liegt dabei zentral auf dem Schädel. An dieser Stelle treffen jeweils die rechten und linken Stirnbeine (Ossa frontalia) sowie die Scheitelbeine (Ossa parietalia) bzw. Kranznaht (Sutura coronalis), Pfeilnaht (Sutura sagittalis) und Stirnnaht (Sutura frontalis) aufeinander (siehe auch Sutur). Sie hat einen Durchmesser von 2 bis 3 cm.
Die dreieckige kleine Fontanelle (Hinterhaupts-Fontanelle bzw. Fonticulus posterior) liegt am Hinterkopf, am Berührungspunkt der Scheitelbeine mit dem Hinterhauptsbein (Os occipitale) bzw. der Pfeilnaht mit der Lambdanaht (Sutura lambdoidea). Sie hat einen Durchmesser von 0,5 bis 1 cm. Sie kann bereits zur Geburt verschlossen sein.
Die hinteren Seitenfontanellen (Fonticulus mastoideus) liegen beiderseits des Kopfes zwischen dem Schläfen-, dem Scheitel- und dem Hinterhauptsbein.
Die vorderen Seitenfontanellen (Fonticulus sphenoidalis) liegen ebenfalls beiderseits des Kopfes, zwischen Schläfen-, Stirn- und Scheitelbein sowie dem großen Keilbeinflügel.
Die Fontanellen haben vor allem bei der Geburt eine wichtige Aufgabe: Gemeinsam mit der knorpeligen Auskleidung des Schädels ermöglichen sie durch Übereinanderschieben der Knochenplatten eine Deformation des Schädels während der Geburt und erleichtern damit den Durchtritt durch den Geburtskanal. Der endgültige Verschluss erfolgt bei der kleinen Fontanelle nach etwa zwei Monaten, bei der großen Fontanelle nach zwei Jahren. Die Seitenfontanellen schließen sich nach etwa einem Jahr. Bei verschiedenen Mangelerscheinungen, etwa Rachitis, dauert der Verschluss deutlich länger. Die vorzeitige Verknöcherung wird als Kraniosynostose (oder prämature Nahtsynostose) bezeichnet. Aufgrund der weichen Knochenplatten kann es in den ersten Lebensmonaten durch einseitige Lagerung des Säuglings zu einem asymmetrisch verformten Schädel (bzw. Plagiozephalie) oder zu einem flachen Hinterkopf (bzw. Brachycephalie) kommen, wobei der Plagiozephalus therapeutisch behandelt werden muss.
Bei einigen Kindern mit Down-Syndrom (Trisomie 21) kommt es zur Ausbildung einer weiteren Öffnung auf der Naht (Sutura sagittalis) zwischen der großen und der kleinen Fontanelle, die auch als 3. Fontanelle bezeichnet wird. 
Brachyzephale Hunderassen (v. a. Chihuahua und Yorkshire Terrier) neigen zu zeitlebens persistierenden Fontanellen im Bereich des Schädeldaches.